# Кача (селище)
Ка́ча (також Качи, крим. Qaçı) — селище у Бахчисарайському районі.

## Географічне розташування
Селище Кача розташоване за 28 км на північ від міста Севастополь, між гирлами річок Альма і Кача.
Відстань до районного центру — 30 км, автошляхами — 35 км.
Шлях до міста Севастополя становить 42,5 км і проходить автошляхом Н06, який переходить у Т 2707).

## Опис
Площа 297,7 га. Населення — 5137 осіб. День селища — 21 листопада.
Центр селищної ради, до якої також входять села Вишневе, Орлівка, Осипенко та Полюшко.
Поряд із селищем розташований військовий аеродром.
Є виноградно-виноробний радгосп-завод ім. П. Осипенко.
Берег у Качі стрімчастий, суглинистий з вапняковими мисами. Пляжі піщано-галькові, зустрічаються групи підводних каменів, що виступають над поверхнею моря. Місцевість рівнинна, з невеликими пагорбами.
Близькість Чорного моря надає клімату м'якість, прохолоду та сприятливу вологість. Середньорічна температура повітря +11,3 ° C. Влітку море прогрівається до +25 ° C, взимку остигає до +6 ° C. Найтепліші місяці — липень і серпень. Середньорічна кількість опадів — 375,6 мм. Сонячних днів у році — 160—180.

## Назва
Останні топонімічні дослідження дозволяють стверджувати, що слово «кача» тюркського походження. Кача, Качи — тюркські чоловічі імена.

## Історія
21 листопада 1910 року в Севастополі була відкрита перша в царській Росії школа військових льотчиків. Дещо пізніше її перевели з Куликова поля в район річки Кача, де на місці хутора Олександро-Михайлівського виросло селище Кача.
Статус смт — з 1938 р. 7 березня 1939 року Президія Верховної Ради РРФСР ухвалила рішення про передачу Севастополю прибережної зони, включаючи селище Кача.
7 вересня 2023 року Кача перейшла до складу Бахчисарайського району Автономної Республіки Крим.

## Населення
За переписом населення 1939 року в Качі проживало 2834 особи, з них: росіян — 1748 осіб (61,68 %), українців — 865 осіб (30,52 %), кримських татар — 79 осіб (2,79 %), євреїв — 52 особи (1,83 %), німців — 21 особа (0,74 %), греків — 16 осіб (0,56 %), білорусів — 15 осіб (0,53 %), інших національностей — 38 осіб (1,34 %).

## Особистотсті

### Відомі випускники авіаційної школи
- Алєлюхін Федір Васильович — льотчик-ас Першої Світової війни, сотник Повітряного флоту УНР.
- Єгоров Олександр Іванович — сотник, військовий льотчик Повітряного флоту УНР.
- Залозний Никандр Семенович — сотник, льотчик Української Галицької армії.
- Поліна Осипенко — полярний льотчик.
- Олександр Покришкін — маршал авіації СРСР.
- Амет-Хан Султан — радянський льотчик-ас, двічі Герой Радянського Союзу, заслужений льотчик-випробувач СРСР, національний герой кримськотатарського народу.

## Додаткова література
- стаття Кача — Інформаційно-пізнавальний портал | Кримська область у складі УРСР [Архівовано 8 січня 2020 у Wayback Machine.] (На основі матеріалів енциклопедичного видання про історію міст та сіл України, том — Історія міст і сіл Української РСР. Кримська область. — К.: Головна редакція УРЕ АН УРСР, 1970. — 992 с.)